# Élections municipales de 2009 dans le Nord-du-Québec
Les élections municipales québécoises de 2009 se déroulent le 1er novembre 2009. Elles permettent d'élire les maires et les conseillers de chacune des municipalités locales du Québec, ainsi que les préfets de quelques municipalités régionales de comté.

## Nord-du-Québec

### Chapais
| Candidats pour la mairie       | Vote | %    |
| ------------------------------ | ---- | ---- |
| Steve Gamache                  | 470  | 56,7 |
| Jacques Bérubé (Sortant)       | 359  | 43,3 |
| Taux de participation : 68,3 % |      |      |

### Chibougamau
| Candidats pour la mairie       | Vote  | %    |
| ------------------------------ | ----- | ---- |
| Manon Cyr                      | 1 878 | 62,4 |
| Mario Fortin                   | 732   | 24,3 |
| Christian Claveau              | 400   | 13,3 |
| Taux de participation : 54,4 % |       |      |

### Lebel-sur-Quévillon
| Candidats pour la mairie | Vote            | %               |
| ------------------------ | --------------- | --------------- |
| Gérald Lemoyne (Sortant) | Sans opposition | Sans opposition |

### Matagami
| Candidats pour la mairie       | Vote | %    |
| ------------------------------ | ---- | ---- |
| René Dubé (Sortant)            | 562  | 78,5 |
| Jean-Robert Gagnon             | 154  | 21,5 |
| Taux de participation : 59,7 % |      |      |